# Podkočna
Podkočna – wieś w Słowenii, w gminie Jesenice. W 2018 roku liczyła 58 mieszkańców.